# What'll the Weather Be?
What'll the Weather Be? è un cortometraggio muto del 1915 diretto da Hay Plumb.

## Trama
Il nuovo barometro ha previsto tempo umido e la previsione si avvera quando il proprietario rovescia la vasca da bagno.

## Produzione
Il film fu prodotto dalla Hepworth.

## Distribuzione
Distribuito dalla Hepworth, il film - un cortometraggio di 122 metri - uscì nelle sale cinematografiche britanniche nel febbraio 1915.
Fu distrutto nel 1924 dallo stesso produttore, Cecil M. Hepworth. Fallito, in gravissime difficoltà finanziarie, Hepworth pensò in questo modo di poter almeno recuperare il nitrato d'argento della pellicola.